# Chorizagrotis mansour
Chorizagrotis mansour is een vlinder uit de familie van de uilen (Noctuidae). De wetenschappelijke naam van de soort is voor het eerst geldig gepubliceerd in 1933 door Le Cerf.